# HNK Val Kaštel Stari
HNK Val je nogometni klub iz Kaštel Staroga. U sezoni 2023./24. se natječe u 1. ŽNL Splitsko-dalmatinska. Domaće utakmice igra na stadionu Vukovar.

## Povijest
HNK Val Kaštel Stari osnovan je 1912. godine. 
Klub je više puta mijenjao ime. Zvao se KFŠK (Kaštelanski ferijalni športski klub), Vuk, Hrvat, Slaven, Primorje, Avia.

1937. spajanjem dvaju malih klubova Primorja i Avie nastaje "Val".
U Kaštelima postoje tri kluba. 
Kroz cijelu povijest rivali su mu preostala dva gradska kluba NK GOŠK Kaštel Gomilica, NK Jadran Kaštel Sućurac, te HNK Trogir, ranije znan kao Slaven.
Tijekom povijesti nekoliko puta je osvajao lige i kupove. Najviše puta je osvojio Kaštelansku rivijeru, tradicionalni turnir koji se održava od 1980. godine.

Najveći uspjeh kluba je iz 1996. godine, kada je dospio u 2. HNL te tamo završio kao četvrti u prvoj sezoni. 
 Kratko je u 1990-ima igrao i pod nazivima Val Eurotrend i Val Kaštelanski staklenici.
U novijoj povijesti, Val je 2012./13. godine bio prvak 3. HNL – Jug te je u kvalifikacijama za ulazak u 2. HNL izgubio od HNK Segeste Sisak, koja je bila bolja u dva odigrana susreta. Prvi je završio rezultatom 2:1 za HNK Val, dok je Segesta slavila u Sisku rezultatom 2:0.
U sezoni 2019./20. Val je bio prvak 2. ŽNL te je izborio ekspresni povratak u 1. ŽNL nakon što je sezonu prije ispao.
U sezoni 2023./24. Val je postao prvak 1. ŽNL.

## Uspjesi
- 3. HNL – Jug
  - 1. mjesto: 2012./13.

- 4. HNL
  - 1. mjesto: 2010./11.
  - 2. mjesto: 2009./10.

- Splitsko federacijsko prvenstvo
  - Prvaci: 1951., 1961./62.
  - 2. mjesto: 1965./66., 1967./68.
  - 3. mjesto: 1952./53., 1954./55.

- Splitsko-makarsko prvenstvo
  - Prvaci: 1981./82.
  - 2. mjesto: 1975./76.
  - 3. mjesto: 1980./81.

- Dalmatinsko nogometno prvenstvo
  - 2. mjesto: 1992.
  - 3. mjesto: 1982./83., 1990./91.

- 1. ŽNL Splitsko-dalmatinska
  - prvaci: 2023./24.

- 2. ŽNL Splitsko-dalmatinska
  - prvaci: 2019./20.

- Kup Dalmacije 
  - 2. mjesto: 1956.

- Splitski federacijski kup 
  - 2. mjesto 1983.

- Kup Splitsko-dalmatinske županije
  - 2. mjesto: 1997.

- Kaštelanska rivijera
  - Prvaci: 1980., 1984., 1986., 1990., 1991., 1993., 1994., 1995., 1998., 1999., 2001., 2002., 2003., 2005., 2006., 2008.
  - 2. mjesto: 1983., 1997., 2004., 2007., 2009., 2010.
  - 3. mjesto: 1981., 1982., 1985.

- Memorijalni turnir "Zdravko Uvodić"
  - Prvaci: 1999., 2005.
  - 2. mjesto: 1996., 2003., 2009.